# Irina Jatčenko
Irina Vasilijevna Jatčenko (belorusko Ирина Васильевна Ятченко), beloruska atletinja, * 31. oktober 1965, Homel, Sovjetska zveza.
Nastopila je na poletnih olimpijskih igrah v letih 1992, 1996, 2000, 2004 in 2008, v letih 2000 in 2004 je osvojila bronasto medaljo v metu diska, toda medaljo iz leta 2004 so ji leta 2012 odvzeli zaradi dopinga. Na svetovnih prvenstvih je osvojila naslov prvakinje leta 2003.